# Сен-Тома-де-Конак
Сен-Тома́-де-Кона́к (фр. Saint-Thomas-de-Conac) — коммуна во Франции, находится в регионе Пуату — Шаранта. Департамент коммуны — Шаранта Приморская. Входит в состав кантона Мирамбо. Округ коммуны — Жонзак.
Код INSEE коммуны — 17410.

## Население
Население коммуны на 2010 год составляло 559 человек.
| 1962 | 1968 | 1975 | 1982 | 1990 | 1999 | 2010 |
| ---- | ---- | ---- | ---- | ---- | ---- | ---- |
| 857  | 778  | 723  | 657  | 610  | 545  | 559  |